# Liste der Monuments historiques im 7. Arrondissement (Paris)
Die Liste der Monuments historiques im 7. Arrondissement (Paris) führt die Monuments historiques im 7. Arrondissement der französischen Hauptstadt Paris auf.

## Liste der Bauwerke
| Bezeichnung                                        | Beschreibung | Standort                              | Kennzeichnung | Schutzstatus | Datum | Bild |
| -------------------------------------------------- | ------------ | ------------------------------------- | ------------- | ------------ | ----- | ---- |
| ehemalige Abtei Penthemont                         |              | 37–39 rue de Bellechasse (Lage)       | PA00088671    | Classé       | 1983  |      |
| ehemalige Pferdemetzgerei                          |              | 69 rue du Bac (Lage)                  | PA00088672    | Inscrit      | 1984  |      |
| Pferdemetzgerei                                    |              | 28 rue Cler (Lage)                    | PA00088673    | Inscrit      | 1984  |      |
| Bäckerei                                           |              | 64 rue Saint-Dominique (Lage)         | PA00088674    | Inscrit      | 1984  |      |
| Bäckerei                                           |              | 112 rue Saint-Dominique (Lage)        | PA00088675    | Inscrit      | 1984  |      |
| Bäckerei                                           |              | 56 rue Vaneau (Lage)                  | PA00088676    | Inscrit      | 1984  |      |
| Bäckerei                                           |              | 14 avenue de Villars (Lage)           | PA00088677    | Inscrit      | 1984  |      |
| Boutique                                           |              | 36 rue de Grenelle (Lage)             | PA00088678    | Inscrit      | 1959  |      |
| Chapelle des Catéchismes                           |              | 29 rue Las Cases (Lage)               | PA00088679    | Inscrit      | 1979  |      |
| Étoile Pagode (Kino)                               |              | 57 rue de Babylone (Lage)             | PA00088680    | Classé       | 1983  |      |
| Geschäft                                           |              | 94 rue du Bac (Lage)                  | PA00088681    | Inscrit      | 1984  |      |
| Confiserie Debauve & Gallais                       |              | 30 rue des Saints-Pères (Lage)        | PA00088787    | Inscrit      | 1984  |      |
| Crèmerie                                           |              | 41 avenue de La Bourdonnais (Lage)    | PA00088682    | Inscrit      | 1984  |      |
| Crèmerie                                           |              | 41 rue de Bourgogne (Lage)            | PA00088683    | Inscrit      | 1984  |      |
| École Militaire                                    |              | (Lage)                                | PA00088684    | Classé       | 1990  |      |
| Hôtel de Fleury                                    |              | 26–28 rue des Saints-Pères (Lage)     | PA00088685    | Inscrit      | 1926  |      |
| Saint-Pierre-du-Gros-Caillou                       |              | 92 rue Saint-Dominique (Lage)         | PA00088686    | Inscrit      | 1975  |      |
| Fontaine du Gros-Caillou oder Fontaine de Mars     |              | 129, 131 rue Saint-Dominique (Lage)   | PA00088688    | Inscrit      | 1926  |      |
| Fontaine des Quatre-Saisons                        |              | 59 rue de Grenelle (Lage)             | PA00088687    | Classé       | 1862  |      |
| Musée d’Orsay                                      |              | 7–9 quai Anatole-France (Lage)        | PA00088689    | Classé       | 1978  |      |
| Hôpital Laennec                                    |              | 40–42 rue de Sèvres (Lage)            | PA00088690    | Classé       | 1977  |      |
| Horlogerie                                         |              | 93 rue Saint-Dominique (Lage)         | PA00088691    | Inscrit      | 1984  |      |
| Hôtel                                              |              | 27 rue Oudinot (Lage)                 | PA00088756    | Inscrit      | 1926  |      |
| Hôtel                                              |              | 90 rue de Sèvres (Lage)               | PA00088759    | Inscrit      | 1984  |      |
| Hôtel d’Aligre                                     |              | 15 Rue de l’Université (Lage)         | PA00088694    | Inscrit      | 1996  |      |
| Hôtel d’Auterive                                   |              | 3 rue de Beaune (Lage)                | PA00088750    | Inscrit      | 1958  |      |
| Hôtel de Béarn                                     |              | 123 rue Saint-Dominique (Lage)        | PA00088803    | Classé       | 2003  |      |
| Hôtel de Beauffremont                              |              | 87 rue de Grenelle (Lage)             | PA00088692    | Inscrit      | 1926  |      |
| Palais Beauharnais                                 |              | 78 rue de Lille (Lage)                | PA00088693    | Classé       | 1951  |      |
| Hôtel de Beaumont, ehemaliges Hôtel de Masseran    |              | 11 rue Masseran (Lage)                | PA00088695    | Classé       | 1946  |      |
| Hôtel de Bérulle                                   |              | 15 rue de Grenelle (Lage)             | PA00088696    | Inscrit      | 1926  |      |
| Musée Rodin                                        |              | 77 rue de Varenne (Lage)              | PA00088697    | Classé       | 1926  |      |
| Hôtel de Bourbon-Condé                             |              | 12 rue Monsieur (Lage)                | PA00088698    | Classé       | 1939  |      |
| Hôtel de Brienne                                   |              | 14–16 rue Saint-Dominique (Lage)      | PA00088699    | Classé       | 1991  |      |
| Hôtel de Broglie                                   |              | 35–37 rue Saint-Dominique (Lage)      | PA00125455    | Inscrit      | 1993  |      |
| Hôtel Brongniart                                   |              | 49 Boulevard des Invalides (Lage)     | PA00088700    | Inscrit      | 1926  |      |
| Hôtel de Cambacérès                                |              | 21 Rue de l’Université (Lage)         | PA00088701    | Inscrit      | 1938  |      |
| Hôtel Cassini                                      |              | 32 rue de Babylone (Lage)             | PA00088702    | Classé       | 1993  |      |
| Hôtel de Castries                                  |              | 72 rue de Varenne (Lage)              | PA00088703    | Classé       | 1957  |      |
| Hôtel de Cavoye                                    |              | 52 rue des Saints-Pères (Lage)        | PA00088704    | Inscrit      | 1949  |      |
| Hôtel Chanac de Pompadour, jetzt Hôtel de Besenval |              | 142 rue de Grenelle (Lage)            | PA00088705    | Inscrit      | 1928  |      |
| Hôtel de Chanaleilles                              |              | 2 rue de Chanaleilles (Lage)          | PA00088706    | Inscrit      | 1945  |      |
| Hôtel du Châtelet                                  |              | 127 rue de Grenelle (Lage)            | PA00088707    | Classé       | 1911  |      |
| Hôtel de Clermont                                  |              | 69 rue de Varenne (Lage)              | PA00088708    | Classé       | 1980  |      |
| Hôtel de Clermont-Tonnerre                         |              | 118 rue du Bac (Lage)                 | PA00088709    | Classé       | 1991  |      |
| Hôtel de Courteilles                               |              | 110 rue de Grenelle (Lage)            | PA00088710    | Classé       | 1993  |      |
| Hôtel de La Forest Divonne                         |              | 13 rue Vaneau (Lage)                  | PA00125456    | Inscrit      | 1993  |      |
| Hôtel Duprat                                       |              | 60 rue de Varenne (Lage)              | PA00088711    | Inscrit      | 1926  |      |
| Hôtel de la Feuillade                              |              | 101 rue du Bac (Lage)                 | PA00088717    | Inscrit      | 1955  |      |
| Hôtel Gouffier de Thoix                            |              | 56 rue de Varenne (Lage)              | PA00088712    | Classé       | 1946  |      |
| Hôtel de Gournay                                   |              | 1 rue Saint-Dominique (Lage)          | PA00088713    | Classé       | 1928  |      |
| Hôtel des Invalides                                |              | (Lage)                                | PA00088714    | Classé       | 1862  |      |
| Hôtel de Jarnac                                    |              | 8 rue Monsieur (Lage)                 | PA00088715    | Classé       | 1939  |      |
| Hôtel Kinski                                       |              | 53 rue Saint-Dominique (Lage)         | PA00088716    | Inscrit      | 1991  |      |
| Hôtel de Laigue                                    |              | 16 rue Saint-Guillaume (Lage)         | PA00088758    | Inscrit      | 1928  |      |
| Hôtel de Lannion                                   |              | 75 rue de Lille (Lage)                | PA00088755    | Inscrit      | 1954  |      |
| Hôtel de Laubespin                                 |              | 78 Rue de l’Université (Lage)         | PA00088719    | Inscrit      | 1955  |      |
| Hôtel Mailly-Nesle                                 |              | 29 quai Voltaire (Lage)               | PA00088720    | Inscrit      | 1938  |      |
| Hôtel de Martignac                                 |              | 107 rue de Grenelle (Lage)            | PA00088721    | Inscrit      | 1975  |      |
| Hôtel Matignon                                     |              | 57 rue de Varenne (Lage)              | PA00088722    | Classé       | 1923  |      |
| Hôtel du ministre des Affaires étrangères          |              | 37 quai d’Orsay (Lage)                | PA00088723    | Classé       | 1979  |      |
| Hôtel de Montalivet                                |              | 58 rue de Varenne (Lage)              | PA00088724    | Classé       | 1993  |      |
| Hôtel Montesquiou-Fezensac                         |              | 20 rue Monsieur (Lage)                | PA00088725    | Inscrit      | 1992  |      |
| Hôtel de Narbonne                                  |              | 45 rue de Varenne (Lage)              | PA00088726    | Inscrit      | 1926  |      |
| Hôtel de Noirmoutiers                              |              | 138 rue de Grenelle (Lage)            | PA00088727    | Classé       | 1996  |      |
| Hôtel particulier                                  |              | 21 rue du Bac (Lage)                  | PA00088748    | Inscrit      | 1965  |      |
| Hôtel particulier                                  |              | 99 rue du Bac (Lage)                  | PA00088802    | Inscrit      | 1992  |      |
| Hôtel particulier                                  |              | 120 rue du Bac (Lage)                 | PA00088749    | Inscrit      | 1926  |      |
| Hôtel particulier                                  |              | 46 rue de Bourgogne (Lage)            | PA00088751    | Inscrit      | 1926  |      |
| Hôtel particulier                                  |              | 11bis rue Casimir-Périer (Lage)       | PA00088753    | Inscrit      | 1979  |      |
| Hôtel particulier                                  |              | 14 rue Saint-Guillaume (Lage)         | PA00088757    | Inscrit      | 1928  |      |
| Hôtel de Périgord                                  |              | 3 rue Saint-Dominique (Lage)          | PA00088728    | Inscrit      | 1972  |      |
| Hôtel de Pomereu                                   |              | 67 rue de Lille (Lage)                | PA00088729    | Classé       | 1979  |      |
| Hôtel de Praslin                                   |              | 48 rue de Bourgogne (Lage)            | PA00088752    | Inscrit      | 1926  |      |
| Hôtel de Ravannes                                  |              | 41–43 rue Saint-Dominique (Lage)      | PA00088730    | Inscrit      | 1965  |      |
| Hôtel de Richepanse                                |              | 3, 5 rue Masseran (Lage)              | PA00088731    | Classé       | 1961  |      |
| Hôtel de la Rochefoucauld-Doudeauville             |              | 47 rue de Varenne (Lage)              | PA00088718    | Inscrit      | 1926  |      |
| Hôtel de Rohan-Chabot                              |              | 61 rue de Varenne (Lage)              | PA00088732    | Inscrit      | 1926  |      |
| Hôtel de Roquelaure                                |              | 246 boulevard Saint-Germain (Lage)    | PA00088733    | Classé       | 1961  |      |
| Hôtel de Rothelin-Charolais                        |              | 101 rue de Grenelle (Lage)            | PA00088734    | Classé       | 1980  |      |
| Hôtel de Sainte-Aldegonde                          |              | 102 rue du Bac (Lage)                 | PA00088735    | Inscrit      | 1955  |      |
| Hôtel de Salm                                      |              | 64 rue de Lille (Lage)                | PA00088793    | Classé       | 1985  |      |
| Hôtel de Salm-Dyck                                 |              | 97 rue du Bac (Lage)                  | PA00088736    | Classé       | 1982  |      |
| Hôtel de Samuel Bernard                            |              | 46 rue du Bac (Lage)                  | PA00088737    | Classé       | 1954  |      |
| Hôtel de Seignelay                                 |              | 80 rue de Lille (Lage)                | PA00088738    | Classé       | 1952  |      |
| Hôtel de Sénecterre                                |              | 24 Rue de l’Université (Lage)         | PA00088739    | Inscrit      | 1991  |      |
| Hôtel de Sommery                                   |              | 115 rue de Grenelle (Lage)            | PA00088740    | Inscrit      | 1955  |      |
| Hôtel de Soyecourt ou Pozzo di Borgo               |              | 51 Rue de l’Université (Lage)         | PA00088741    | Inscrit      | 1926  |      |
| Hôtel de Stahrenberg                               |              | 77 rue de Lille (Lage)                | PA75070004    | Inscrit      | 2008  |      |
| Hôtel de Tavannes                                  |              | 5 rue Saint-Dominique (Lage)          | PA00088742    | Classé       | 1970  |      |
| Hôtel de Tessé                                     |              | 1 quai Voltaire (Lage)                | PA00088743    | Inscrit      | 1964  |      |
| Hôtel de Vaudreuil                                 |              | 7 rue de la Chaise (Lage)             | PA00088744    | Inscrit      | 1959  |      |
| Hôtel des Vertus                                   |              | 3 rue de la Chaise (Lage)             | PA00088754    | Inscrit      | 1958  |      |
| Hôtel de Vilette                                   |              | 27 quai Voltaire (Lage)               | PA00088745    | Inscrit      | 1926  |      |
| Hôtel de Villeroy                                  |              | 78 rue de Varenne (Lage)              | PA00088747    | Classé       | 1994  |      |
| Gebäude                                            |              | 6 rue de Bourgogne (Lage)             | PA00088763    | Inscrit      | 1984  |      |
| Gebäude                                            |              | 5 rue de Solférino (Lage)             | PA75070003    | Inscrit      | 1959  |      |
| Gebäude                                            |              | 8 place du Palais-Bourbon (Lage)      | PA00088779    | Inscrit      | 1959  |      |
| Gebäude                                            |              | 37 avenue de Breteuil (Lage)          | PA00088766    | Inscrit      | 1981  |      |
| Gebäude                                            |              | 8 rue de Bourgogne (Lage)             | PA00088764    | Inscrit      | 1947  |      |
| Gebäude                                            |              | 1 avenue Charles-Floquet (Lage)       | PA00132979    | Inscrit      | 1994  |      |
| Hôtel de Parieu                                    |              | 14 rue Las Cases (Lage)               | PA00088769    | Inscrit      | 1962  |      |
| Gebäude                                            |              | 13 rue de Lille (Lage)                | PA00088770    | Inscrit      | 1984  |      |
| Gebäude                                            |              | 30 rue de Lille (Lage)                | PA00088772    | Inscrit      | 1958  |      |
| Gebäude                                            |              | 79 rue du Bac (Lage)                  | PA00088761    | Inscrit      | 1935  |      |
| Gebäude                                            |              | 9 rue de la Chaise (Lage)             | PA00088767    | Inscrit      | 1935  |      |
| Gebäude                                            |              | 3 square Rapp (Lage)                  | PA00088781    | Inscrit      | 1975  |      |
| Gebäude Lavirotte                                  |              | 29 avenue Rapp (Lage)                 | PA00088782    | Inscrit      | 1964  |      |
| Gebäude                                            |              | 32 rue Saint-Guillaume (Lage)         | PA00088783    | Inscrit      | 1958  |      |
| Gebäude                                            |              | 18 rue Sédillot (Lage)                | PA00088785    | Inscrit      | 1975  |      |
| Gebäude                                            |              | 9, 11 place du Palais-Bourbon (Lage)  | PA00088780    | Inscrit      | 2007  |      |
| Gebäude Les Arums                                  |              | 33 rue du Champ-de-Mars (Lage)        | PA00088768    | Inscrit      | 1985  |      |
| Gebäude der Caisse des dépôts et consignations     |              | 2 rue du Bac (Lage)                   | PA00088760    | Inscrit      | 1926  |      |
| Gebäude der Société théosophique                   |              | 4 square Rapp (Lage)                  | PA75070001    | Inscrit      | 1997  |      |
| Gebäude                                            |              | 9–11 rue de Bourgogne (Lage)          | PA00088765    | Inscrit      | 1959  |      |
| Institut national des jeunes aveugles              |              | 57 Boulevard des Invalides (Lage)     | PA00088786    | Classé       | 1984  |      |
| Mairie du 7e arrondissement                        |              | 116 rue de Grenelle (Lage)            | PA00088788    | Inscrit      | 1926  |      |
| Haus                                               |              | 98 rue du Bac (Lage)                  | PA00088762    | Inscrit      | 1928  |      |
| Haus                                               |              | 26 rue de Lille (Lage)                | PA00088771    | Inscrit      | 1928  |      |
| Haus                                               |              | 1–3 place du Palais-Bourbon (Lage)    | PA00088773    | Inscrit      | 1935  |      |
| Haus                                               |              | 2 place du Palais-Bourbon (Lage)      | PA00088774    | Inscrit      | 1935  |      |
| Haus                                               |              | 4 place du Palais-Bourbon (Lage)      | PA00088775    | Inscrit      | 1935  |      |
| Haus                                               |              | 5 place du Palais-Bourbon (Lage)      | PA00088776    | Inscrit      | 1935  |      |
| Haus                                               |              | 6–6bis place du Palais-Bourbon (Lage) | PA00088777    | Inscrit      | 1935  |      |
| Haus                                               |              | 7–7bis place du Palais-Bourbon (Lage) | PA00088778    | Inscrit      | 1935  |      |
| Haus                                               |              | 6 rue des Saints-Pères (Lage)         | PA00088784    | Inscrit      | 1926  |      |
| Maison de verre                                    |              | 31 rue Saint-Guillaume (Lage)         | PA00088790    | Classé       | 1982  |      |
| Maison des Filles de la Charité                    |              | 136–140 rue du Bac (Lage)             | PA00088789    | Classé       | 1963  |      |
| ehemaliges Monastère de l’Immaculée-Conception     |              | 83, 85 rue du Bac (Lage)              | PA00088791    | Inscrit      | 1965  |      |
| Noviziat der Dominikaner                           |              | Place Saint-Thomas-d’Aquin (Lage)     | PA00088792    | Classé       | 1982  |      |
| Palais de l’Alma                                   |              | 11 quai Branly (Lage)                 | PA75070002    | Classé       | 2002  |      |
| Passerelle Debilly                                 |              | (Lage)                                | PA00088794    | Inscrit      | 1966  |      |
| Petit Hôtel de Villars                             |              | 118 rue de Grenelle (Lage)            | PA00088746    | Classé       | 1954  |      |
| Apotheke                                           |              | 54 avenue de La Bourdonnais (Lage)    | PA00088795    | Inscrit      | 1984  |      |
| Apotheke                                           |              | 151 rue de Grenelle (Lage)            | PA00088796    | Inscrit      | 1984  |      |
| Apotheke                                           |              | 23 avenue Rapp (Lage)                 | PA00088797    | Inscrit      | 1984  |      |
| Pont Alexandre III                                 |              | (Lage)                                | PA00088798    | Classé       | 1975  |      |
| Pont de la Concorde                                |              | (Lage)                                | PA00088799    | Inscrit      | 1975  |      |
| Pont d’Iéna                                        |              | (Lage)                                | PA00088800    | Inscrit      | 1975  |      |
| Eiffelturm                                         |              | (Lage)                                | PA00088801    | Inscrit      | 1964  |      |

## Liste der Objekte
- Monuments historiques (Objekte) in Paris in der Base Palissy des französischen Kultusministeriums